# Катарина Зембицкая
Катарина Зембицкая (пол. Katarzyna ziębicka; около 1390 — 23 мая 1422) —  польская принцесса из зембицкой линии династии Силезских Пястов, вторая жена князя Опавского Пржемысла I (1365 — 28 сентября 1433).

## Биография
Вторая дочь князя Болеслава III Зембицкого (1344/1348 — 1410) и Евфимии Бытомской (1350/1352 — 1411).
В 1405 году Катарина стала второй женой князя Опавского Пржемысла I из побочной силезской линии чешской королевской династии Пржемысловичей. У них было четверо детей:
- Вильгельм (Вилем) (ок.1410 — 15 августа 1452), князь Опавский (1433-1452) и Зембицкий (1443-1452)
- Эрнест (ок.1415 — 1464), князь Опавский (1433-1452) и Зембицкий (1452-1456)
- Агнесса (? — 1440), муж 1) Ян из Жичины, один из пионеров движения гуситов, 2) Иржи из Штернберка
- Ютта (? — 1445), которая вышла замуж за Иржи II из Пезинока

Катарина умерла 23 мая 1422 года. Спустя 21 год ее сын Вилем был выбран компромиссным наследником Зембицкого княжества, так как приходился родственником двум претендующим на княжество сторонам: он был племянником княгини Евфимии (старшей сестры Катарины) и зятем Путы III из Частоловиц.